# Sulphur (Luisiana)
Sulphur é uma cidade localizada no estado americano de Luisiana, na Paróquia de Calcasieu.

## Demografia
Segundo o censo americano de 2000, a sua população era de 20.512 habitantes.
Em 2006, foi estimada uma população de 19.512, um decréscimo de 1000 (-4.9%).

## Geografia
De acordo com o United States Census Bureau tem uma área de
26,0 km², dos quais 26,0 km² cobertos por terra e 0,0 km² cobertos por água. Sulphur localiza-se a aproximadamente 2 m acima do nível do mar.

## Localidades na vizinhança
O diagrama seguinte representa as localidades num raio de 20 km ao redor de Sulphur.